# Augusto César de Almeida Vasconcelos Correia
Augusto César de Almeida de Vasconcelos Correia (Lisboa, 25 de setembre de 1867 — Lisboa, 27 de setembre de 1951), més conegut com a Augusto de Vasconcelos, va ser un metge i professor de medicina, polític i diplomàtic portuguès del període de la Primera República.
Republicà moderat des de la seva joventut, era considerat amic personal d'Afonso Costa i políticament proper a Brito Camacho. Era professor catedràtic d'Escola Mèdic-Cirúrgica de Lisboa, per la qual es va graduar en 1891.
Es va estrenar al govern com a Ministre dels Negocis Estrangers del govern presidit per João Pinheiro Chagas, en el període de 12 d'octubre a 12 de novembre de 1911, tenint en aquesta última data assumit la presidència del Ministeri, conjuntament amb la pasta dels Negocis Estrangers. Es va mantenir com a President del Consell de Ministres fins al 16 de juny de 1912.
En 16 de juny de 1912 va abandonar la presidència del Ministeri, que va passar a ser ocupada per Duarte Leite, però va romandre en el càrrec de Ministre dels Negocis Estrangers fins al 9 de gener de 1913.